# Грант, Банни
Джордж «Банни» Лесли Грант (англ. George Leslie «Bunny» Grant; 29 сентября 1940 — 1 февраля 2018) — ямайский профессиональный боксёр-легковес.
В 1961 году признан спортсменом года на Ямайке.

## Биография
На профессиональном ринге дебютировал 12 июля 1958 года, всего провел 72 поединка, в 52 из них праздновал победу.
3 сентября 1960 года завоевал титул чемпиона Ямайки в легком весе, победив Кейффера Эдвардса.
4 августа 1962 года получил звание чемпиона Британской империи в легком весе, победив британца Дэйва Чернли.
18 апреля 1964 года боролся за пояса чемпиона мира в легком весе по версиям WBC и WBA, но уступил американцу Эдди Перкинсу.
15 марта 1967 года потерял титул чемпиона Британской империи в легком весе, уступив новозеландцу Мэнни Сантосу. В дальнейшем еще дважды боролся за этот титул, но оба раза неудачно.